# Chrysorráchi
Chrysorráchi (Chrysorrachi) är en ort i Grekland.   Den ligger i prefekturen Nomós Ioannínon och regionen Epirus, i den nordvästra delen av landet, 300 km nordväst om huvudstaden Aten. Chrysorráchi ligger 552 meter över havet och antalet invånare är 143.
Terrängen runt Chrysorráchi är kuperad åt nordost, men åt sydväst är den bergig. Runt Chrysorráchi är det ganska glesbefolkat, med 21 invånare per kvadratkilometer. Närmaste större samhälle är Parakálamos, 5,7 km nordväst om Chrysorráchi. I omgivningarna runt Chrysorráchi växer i huvudsak blandskog.